# Phyllonorycter morrisella
Phyllonorycter morrisella är en fjärilsart som först beskrevs av Fitch 1859.  Phyllonorycter morrisella ingår i släktet guldmalar, och familjen styltmalar. Inga underarter finns listade i Catalogue of Life.

## Bildgalleri

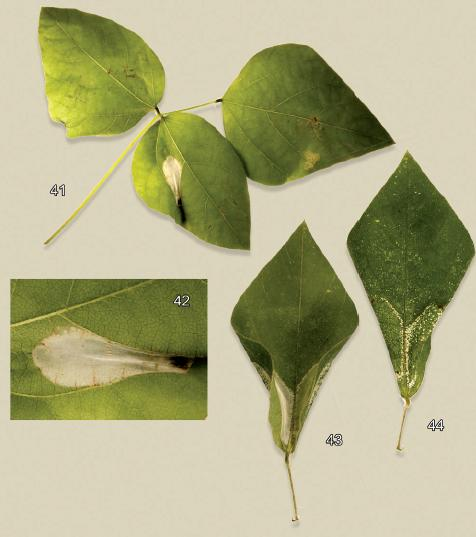